# Чуманкаси
Чуманка́си (рос. Чуманкасы, чув. Чуманкасси) — село у Чувашії Російської Федерації, у складі Чуманкасинського сільського поселення Моргауського району.
Населення — 418 осіб (2010; 391 в 2002, 405 в 1979, 138 в 1939, 174 в 1926, 206 в 1906, 125 в 1858).

## Історія
Село утворилось на місці виселку Абашева, який існував у 18 столітті. До 1866 року селяни мали статус державних, займались землеробством, тваринництвом, слюсарством. Діяла церква Святого Миколая Чудотворця (1900–1934). 1902 року перенесено парафіяльну школу із присілку Шербаші, з 1917 року — початкова школа. 1931 року створено колгосп «Трудовик». У період 1926-1963 років село мало статус присілку. 1963 року до складу села було включено сусідні присілки Пачкаси та Оргалькіно.
До 1927 року село перебувало у складі Тораєвської волості Ядрінського повіту, а з 1 жовтня увійшло до складу Татаркасинського району. 16 січня 1939 року село увійшло до складу Сундирського району, з 17 березня того ж року — до складу Совєтського, з 1944 року — до складу Моргауського, з 1959 року — повернуто до складу Сундирського, 1962 року — до складу Ядрінського, 1963 року — до складу Чебоксарського, а з 1964 року повернуто до складу Моргауського району.

## Господарство
У селі діють клуб та 2 магазини.